# Siepen (Lennep)

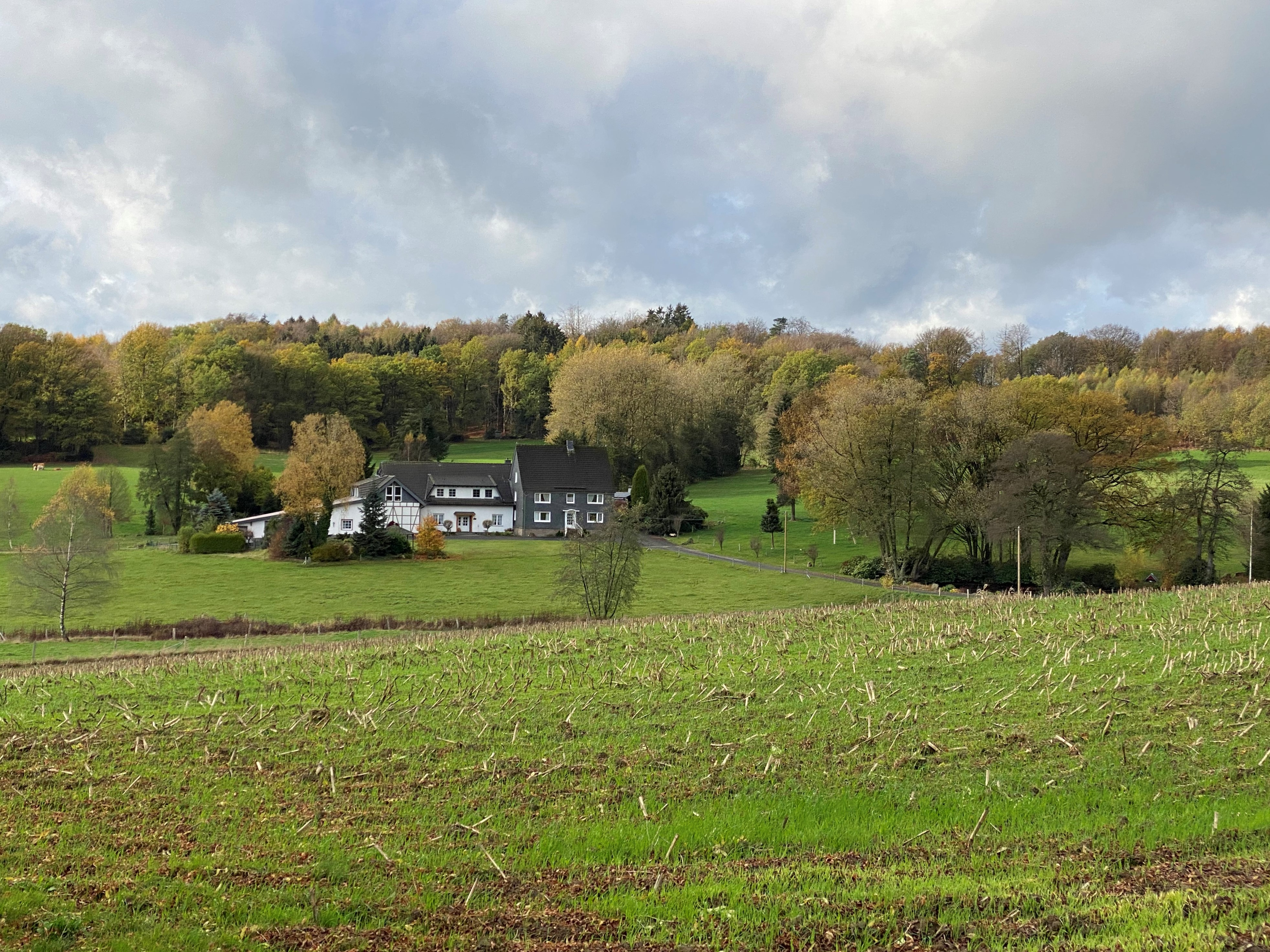
Einzl in Siepen

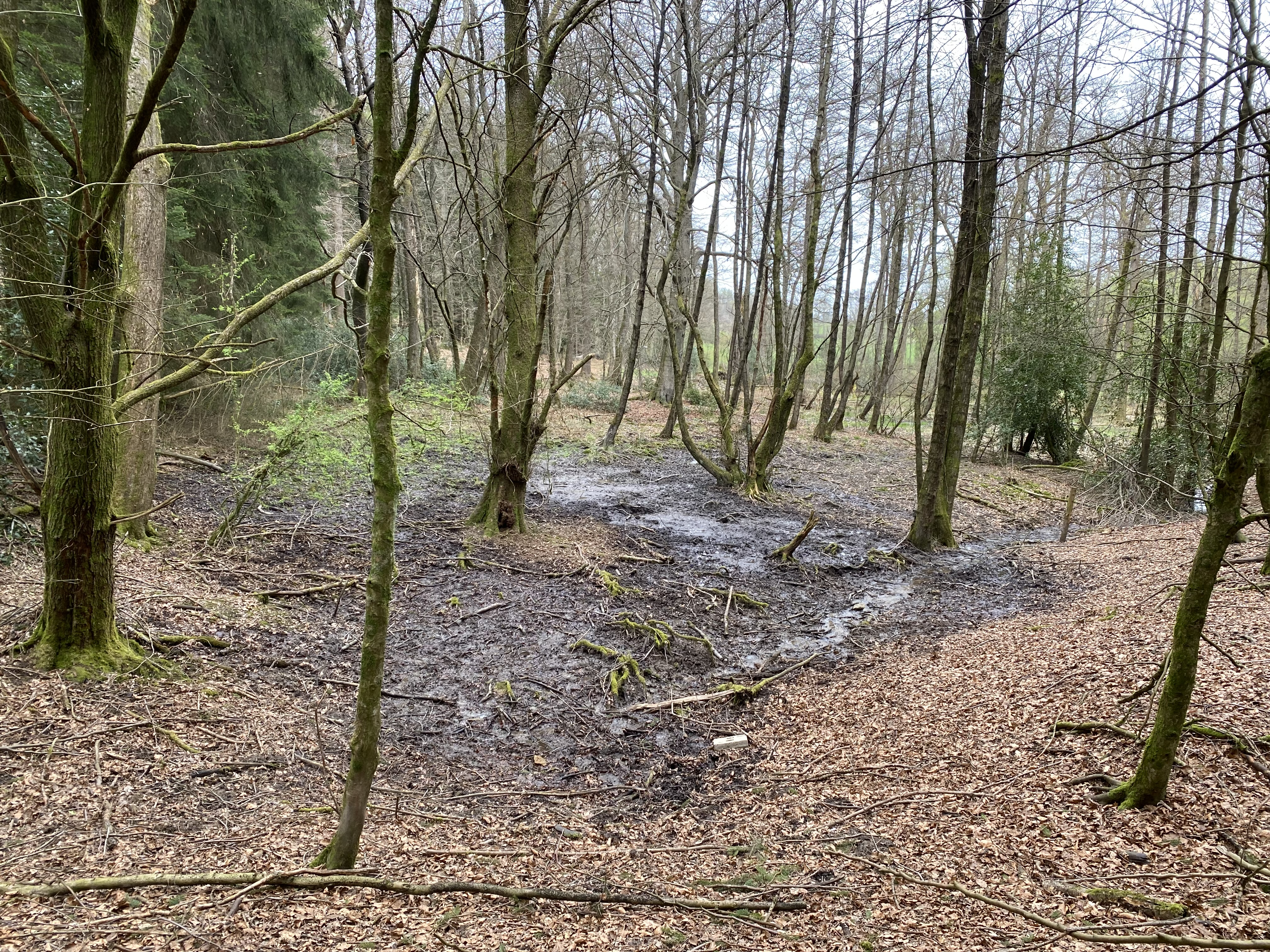
Quell-/Auwaldbereich "Sangelbroich"

Siepen ist eine Hofschaft in Remscheid in Nordrhein-Westfalen (Deutschland).

## Lage und Verkehrsanbindung
Siepen liegt im südöstlichen Remscheid im statistischen Stadtteil Bergisch Born Ost des Stadtbezirks Lennep nahe der Bundesstraße 237 und der Grenze zu Hückeswagen. Nachbarorte sind Langenbusch, Karlsruhe, Kaltenborn und Sonnenschein, sowie Dörpe und Dörpersteeg auf Hückeswagener Stadtgebiet. Die Hofschaft ist über einen Stichweg von der Bundesstraße 237 zwischen Hückeswagen und Remscheid-Bergisch Born zu erreichen.
Der Einzelhof Siepen liegt etwa in der Mitte des Bachtals des Langenbuschbaches, der in die Dörpe mündet. Neben dem Hof befindet sich ein Weiher, der von alten Erlen umstanden ist und als landschaftsprägendes Element unter Schutz gestellt ist.
Im Wald westlich des Hofes gibt es einen wertvollen Auwald und ungestörten Quellbereich („Sangelbroich“), den die Stadt Remscheid als Naturdenkmal geschützt hat.

## Geschichte
Die Karte Topographia Ducatus Montani aus dem Jahre 1715 zeigt einen einzelnen Hof und bezeichnet diesen mit Siepen.
Im 18. Jahrhundert gehörte der Ort zum bergischen Amt Hückeswagen. 1815/16 lebten 35 Einwohner im Ort. 1832 gehörte Siepen der Großen Honschaft an, die ein Teil der Hückeswagener Außenbürgerschaft innerhalb der Bürgermeisterei Hückeswagen war. Der laut der Statistik und Topographie des Regierungsbezirks Düsseldorf als Weiler kategorisierte Ort besaß zu dieser Zeit zwei Wohnhäuser und neun landwirtschaftliche Gebäude. Zu dieser Zeit lebten 23 Einwohner im Ort, acht katholischen und 15 evangelischen Glaubens.
Im Gemeindelexikon für die Provinz Rheinland werden für 1885 ein Wohnhaus mit 17 Einwohnern angegeben. Der Ort gehörte zu dieser Zeit zur Landgemeinde Neuhückeswagen innerhalb des Kreises Lennep. 1895 besitzt der Ort ein Wohnhaus mit 18 Einwohnern, 1905 ein Wohnhaus und elf Einwohner.
Im Zuge der nordrhein-westfälischen Kommunalgebietsreform (§21 Düsseldorf-Gesetz) wurde am 1. Januar 1975 der östliche Bereich um Bergisch Born mit dem Hof Siepen aus der Stadt Hückeswagen herausgelöst und in die Stadt Remscheid eingegliedert.